# Zolder (gebouw)

Schematische doorsnede gebouw

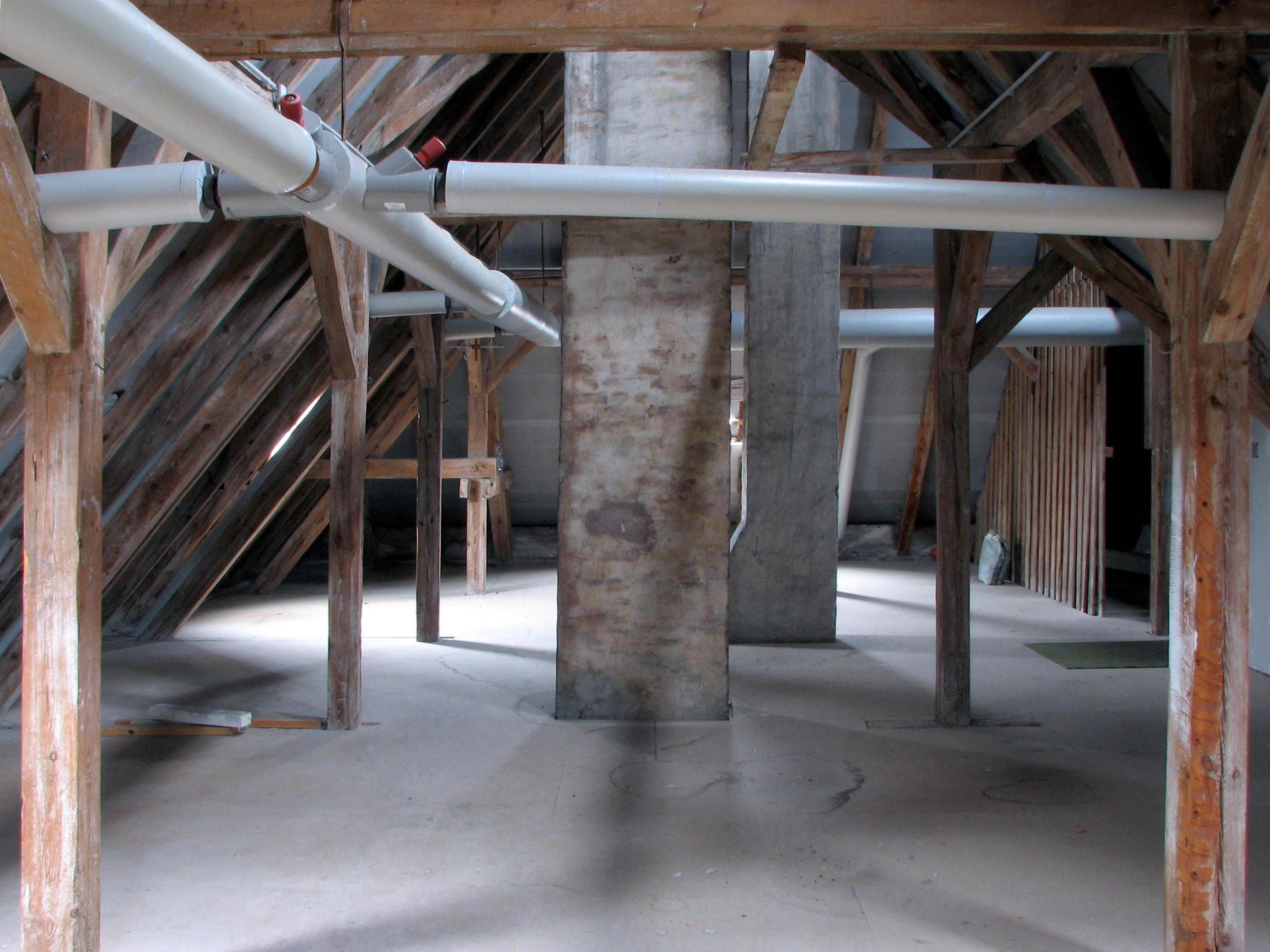
Een zolder

De zolder is de bovenste verdieping direct onder het dak van een gebouw. De term wordt vooral gebruikt bij gebouwen met een puntdak. De bovenste verdieping van een gebouw met plat dak wordt meestal geen zolder genoemd.

## Naam
Het woord zolder is afgeleid van het Middelnederlandse solder. Dat is op zijn beurt een afleiding van het Latijnse "solarium". Dat het plafond ook wel zolder(ing) wordt genoemd, ligt wellicht daaraan dat het plafond de onderkant van de zolder is.

## Gebruik
De zolder wordt soms gebruikt voor de opslag van goederen, maar kan ook dienen als extra slaapkamer of studeerruimte. Als er een (slaap)kamer is afgetimmerd binnen de zolder, wordt dat een zolderkamer genoemd. De cv-ketel bevindt zich ook vaak op de zolderverdieping.

## Trivia
- Bij molens en torens worden de lagere vloeren ook zolders genoemd.
- Met "de zolderkamer" wordt in figuurlijke zin soms het menselijk brein bedoeld.
- De uitdrukking Een schat op zolder hebben betekent dat men iets waardevols heeft zonder het te beseffen.

kruipruimte · kelder · souterrain · parterre · bel-etage · tussenvloer · vide · zolder · vliering